# Koebelia coronata
Koebelia coronata är en insektsart som beskrevs av Ball 1909. Koebelia coronata ingår i släktet Koebelia och familjen dvärgstritar. Inga underarter finns listade i Catalogue of Life.